# Canasite
La canasite est une espèce minérale dont le nom est dérivé de sa composition chimique, à savoir calcium (Ca), sodium (Na) et silicium (Si). Elle a été approuvée en 1959 par l'IMA et son symbole est Cns.

## Propriétés
Minéral relativement rare, elle se présente sous forme d'agrégats dans la charoïte, créant des cabochons lorsqu'il est mis en contraste avec la charoïte violette tourbillonnante. Il est extrêmement rare que la canasite soit facettée. Sous sa forme cristalline, elle se trouve d'une taille allant jusqu'à 10 cm, mais en agrégats lamellaires, et peut atteindre jusqu'à 20 cm. Elle est également granuleuse. Le jumelage est habituel et peut se produire sous forme polysynthétique, c'est-à-dire lorsque plusieurs jumeaux s'alignent en parallèle. 
De formule chimique K3Na3Ca5Si12O30(OH)4, elle possède une radioactivité potassique à peine détectable de 1,12 % basée sur l'unité GRapi. L'oxygène est son principal élément (41,98 %), suivi du silicium (26,8 %) et du calcium (15,93 %), mais elle contient par ailleurs du sodium (7,31 %), du potassium (6,22 %), qui lui confère ses propriétés radioactives, du fluor (1,51 %) et de l'hydrogène (0,24 %). Il existe deux variétés de canasite : la fluorcanasite et la frankamenite. La canasite violette peut être confondue avec la stichtite, mais des recherches récentes ont montré que le minéral annoncé comme canasite est une nouvelle espèce minérale.

## Gisements et localisation
La canasite se trouve dans trois localités en Russie et en Namibie. Dans le massif des Khibiny situé dans la péninsule de Kola, elle se forme dans un massif alcalin différencié dans des pegmatites, et dans le massif de Murun, elle se développe dans des roches charoïtiques. Dans le massif des Khibiny, elle est associée à la titanite, l'eudialyte, l'orthose, la néphéline, le pyroxène, la lamprophyllite et la fenaksite, tandis que les spécimens du massif de Murun sont généralement associés à la charoïte, la tinaksite et la misérite.
Dans les carrières d'Aris en Namibie, on la trouve avec la gyrolite, l'hiorthdalite, l'hisingérite, l'iraqite, l'isokite et d'autres minéraux encore.